# Скола, Фульвио
Фульвио Скола (итал. Fulvio Scola; род. 10 декабря 1982 года, Агордо) — итальянский лыжник, призёр этапов Кубка мира. Специализируется в спринтерских гонках.
В Кубке мира Скола дебютировал в 2003 году, в декабре 2010 года впервые попал в тройку лучших на этапе Кубка мира, в спринте. Всего на сегодняшний день имеет на своём счету 2 попадания в тройку лучших этапах Кубка мира, по 1 в личном и командном спринте. Лучшим достижением Сколы в общем итоговом зачёте Кубка мира является 24-е место в сезоне 2010/11. 
За свою карьеру принимал участие в двух чемпионатах мира, лучший результат 8-е место в спринте на чемпионате 2009 года в Либереце.
Использует лыжи и ботинки производства фирмы Fischer.